# 讷夫略
讷夫略（法語：Neuflieux）是法国皮卡第大区埃纳省的一个市镇，属于拉昂区绍尼县。该市镇2009年时的人口为91人。

## 人口
讷夫略人口变化图示
| 数据来源：INSEE |